# Дикун Георгій Васильович
Дику́н Гео́ргій Васи́льович (нар. 25 травня 1915 — пом. 27 березня 1994) — командир 16-го гвардійського окремого мотоциклетного батальйону 2-ї гвардійської танкової армії 1-го Білоруського фронту, Герой Радянського Союзу.

## Біографія
Народився 25 травня 1915 року в Полтаві (за іншими даними — в селі Жуківка Полтавської губернії, нині Згурівський район Київської області) в сім'ї залізничників. Батько — солдат царської армії — загинув на фронті. Вчився в полтавській середній школі № 1, потім — в школі ФЗО при заводі «Метал» (нині Полтавський турбомеханічний завод). Після закінчення школи ФЗО працював токарем на заводі.
В Червоній армії з 1937 року. Направлений у танкові війська. Закінчив школу молодших командирів, а потім у 1938 році — курси молодших лейтенантів. Служив на Далекому Сході, командував спочатку танковим взводом, а через два роки — ротою.
На фронтах Німецько-радянської війни з вересня 1941 року. Бився на Ленінградському, Північно-Західному, Центральному, 2-му і 1-му Українських та 1-му Білоруському фронтах. П'ять разів був поранений.
Відзначився в боях на території Польщі та Німеччини за узяття Любліна, Варшави, Лодзі, при форсуванні Одеру і штурмі Берліна.
В січні 1945 року розвідгрупа під командуванням гвардії майора Дикуна у складі шести танків, чотирьох бронетранспортерів і п'ятнадцяти мотоциклів отримала завдання захопити переправу в районі міста Накель та розвідати розташування і чисельність противника. Раптовим ударом розвідники захопили Накель. Першими на його вулиці увірвалися танки, за ними рушили бронетранспортери. Сміливий напад застав гітлерівців зненацька. В результаті бою було знищено 300 фашистських солдатів і офіцерів. Вранці розвідгрупу контратакували значні сили ворога — в жорстокому бою група утримала плацдарм на західному березі річки Натце і мости через неї до підходу головних сил.
Отримавши нове завдання, розвідгрупа залишила місто з задачею оволодіти населеним пунктом Мротшен. Знову марш-кидок в сорок кілометрів. На марші під час авіанальоту бійці з крупнокаліберного кулемета збили ворожий літак і захопили у полон двох льотчиків. 23 січня ними з ходу було захоплене місто Мротшен, де звільнили з концтабору більше 200 радянських військовополонених. Розвідгруппа діяла в тилу ворога сміливо і рішуче. Після захоплення міста Шнейдемюля гвардії майор Дикун, незважаючи на важку обстановку і поранення, зумів прорвати вороже кільце. 26 січня розвідники з'єдналися з наступаючими частинами. Рейд тривав п'ять днів. За цей час розвідники з боями пройшли по тилах ворога двухсоткілометровий шлях, знищили близько 1200 солдатів і офіцерів противника, обоз, 12 гармат, шість автомашин і багато іншої техніки.

Герой Радянського Союзу Дикун Г. В. в роки 2-ї світової війни — командир 16-го гвардійського окремого мотоциклетного батальйону

Інший епізод з бойового життя Григорія Васильовича Дикуна: на одній ділянці фронту противник перейшов в контратаку, кинувши в бій багато танків. Коли атака на лівий фланг була відбита, німці вирішили зім'яти правий фланг, танкісти гвардії майора Дикуна почали їх розстрілювати впритул. У короткій сутичці ворожа колона була знищена. Тільки одному німецькому танку вдалося врятуватися.
Указом Президії Верховної Ради СРСР від 24 березня 1945 року за зразкове виконання завдання командування і проявлені при цьому мужність і відвагу гвардії майору Дикуну Григорію Васильовичу було присвоєно звання Героя Радянського Союзу з врученням ордена Леніна і медалі Золота Зірка.
День Перемоги гвардії майор Дикун зустрів у Берліні на посаді командира 5-го окремого гвардійського мотопіхотного полку. Після Перемоги залишився в збройних силах. У 1949 році закінчив Вищу офіцерську бронетанкову школу в Ленінграді, командував танковим полком. З 1977 року гвардії полковник Г. В. Дікун — у відставці.
Після звільнення з лав збройних сил жив в місті Горький в Росії. Працював начальником зміни на Горьковському молочному комбінаті. Помер 27 березня 1994 року. Похований у Нижньому Новгороді.

## Нагороди
- Медаль «Золота Зірка» Героя Радянського Союзу (№ 5767)
- Орден Леніна
- Три ордени Червоного Прапора
- Орден Олександра Невського
- Два ордени Вітчизняної війни 1-го ступеня
- Орден Червоної Зірки
- медалі

## Вшанування пам'яті
На будинку, в якому Григорій Васильович прожив останні роки життя по вулиці Лопатіна, 3 в Нижньому Новгороді на честь Героя встановлена меморіальна дошка з написом «В цьому будинку з 1986 по 1994 рік жив учасник Великої Вітчизняної війни, Герой Радянського Союзу, танкіст, полковник Дикун Георгій Васильович».
Пам'ять про прославленого однополчанина зберігають і у 54-му окремому гвардійському Прутсько-Померанському орденів Олександра Невського, Богдана Хмельницького та Михайла Кутузова 3-х ступенів розвідувальний батальйоні 8-го армійського корпусу Західного оперативного командування ЗС України.